# ADVANCE (C.G mixのアルバム)
『ADVANCE』（アドバンス）は、C.G mixの3枚目のオリジナルアルバム。前作『pray』から10年ぶりのオリジナルアルバムである。
前作までと異なり、I'veの独自レーベルであるFUCTORY Recordsからリリースされた。PCゲームへの提供楽曲およびそのリミックス、書き下ろし楽曲、セルフカバー楽曲により構成されている。

## 収録曲
1. Future is now! (4:48)
作詞：くまのきよみ / 作曲：C.G mix / 編曲：C.G mix、星野威
2. TRUE EYES (4:41)
作詞：ask / 作曲：C.G mix / 編曲：C.G mix、星野威
3. UP_TO_YOU_ver.00 (4:02)
作詞：木田亜由美 / 作曲：C.G mix / 編曲：C.G mix、星野威
4. the deserted land (5:08)
作詞：木田亜由美 / 作曲：C.G mix / 編曲：C.G mix、星野威
5. Continuation (5:17)
作詞：木田亜由美 / 作曲：C.G mix / 編曲：C.G mix、星野威
6. drops (5:28)
作詞：M.S / 作曲：C.G mix / 編曲：C.G mix、星野威
7. Lythrum -C.G mix ver.- (5:28)
作詞：KOTOKO / 作曲・編曲：C.G mix
  - 川田まみに提供した楽曲のセルフカバー。原曲はPCゲーム『犠母姉妹SLG』エンディングテーマ
8. before the wind (4:43)
作詞：M.S / 作曲：C.G mix / 編曲：C.G mix、星野威
9. We Survive -C.G mix ver.- (4:39)
作詞：KOTOKO / 作曲・編曲：C.G mix
  - KOTOKOに提供した楽曲のセルフカバー。原曲はPCゲーム『V.G.NEO』オープニングテーマ
10. advance (5:39)
作詞：川田まみ / 作曲：C.G mix / 編曲：C.G mix、星野威
11. 砂漠の雪 -C.G mix ver.- (5:49)
作詞：MELL / 作曲：C.G mix / 編曲：C.G mix、星野威
  - MELLに提供した楽曲のセルフカバー
12. 14 to 1 -C.G mix ver.- (5:16)
作詞：くまのきよみ / 作曲：C.G mix / 編曲：C.G mix、星野威
  - ASAHINA Bros.+JULIに提供した楽曲のセルフカバー。原曲はテレビアニメ『BROTHERS CONFLICT』のエンディングテーマ
13. TRUE EYES -C.G-Re-mix- (6:58)
作詞：ask / 作曲・編曲：C.G mix

## タイアップ
| 曲名      | タイアップ                     |
| --------- | ------------------------------ |
| TRUE EYES | PCゲーム『STEAL!』テーマソング |